# 9-й армійський корпус (Велика Британія)
9-й корпус Великої Британії (англ. IX Corps (United Kingdom) — військове об'єднання, армійський корпус британської армії, часів Першої та Другої світових війн.

## Історія

### Перша світова війна
IX корпус був сформований в Англії в 1915 році в готовності здійснити новий десант у Сувлі під час Дарданеллської операції. Штаб був сформований у лондонському Тауері. Під час Галліпольської кампанії до складу корпусу входили такі дивізії:
- 10-та (Ірландська) дивізія
- 11-та (Північна) дивізія
- 13-та (Західна) дивізія
- 53-тя (Валлійська) дивізія
- 54-та (Східноанглійська) дивізія
- 2-га кінна (спішена) дивізія

Після британської евакуації з Галліполі корпус був передислокований до Франції в 1916 році. У квітні 1918 року до корпусу були передані ті дивізії, що зазнали особливо важких втрат у боях під час Першої битви на Соммі (1918) і в битві на Лисі:
- 8-ма дивізія
- 19-та (Західна) дивізія
- 21-ша дивізія
- 25-та дивізія
- 50-та (Нортумбріанська) дивізія

Ці формування були переміщені на південь, у відносно тихий сектор Західного фронту, для реформування та відновлення боєздатності. Але, несподівано для союзного командування цей напрямок став головною метою наступного німецького наступу, що в травні-червні 1918 року перетворився на третю битву на Ені, де IX корпус зазнав подальших важких втрат. Генерал Дені Огюст Дюше, командувач 6-ю французькою армією, розгорнув IX корпус (п'ять дивізій) занадто далеко вперед, на хребті Шемен-де-Дам, який було здобуто такою ціною в Другій битві на Ені минулого року (французький головнокомандувач генерал Філіпп Петен і командувач групи армій Луї Франше д'Еспере вважали за краще, щоб хребет утримувався легкими силами прикриття, а головну смугу оборони побудувати в зоні між хребтом та річкою Ена).
У вересні 1918 р. до корпусу увійшла 6-та піхотна дивізія. На момент підписання перемир'я IX корпус входив до складу 4-ї британської армії.

### Друга світова війна
У квітні 1941 року IX корпус був сформований вдруге під командуванням генерал-лейтенанта Рідлі П. Пакенгема-Волша. 9 квітня 1941 року 59-та (Стаффордширська) піхотна дивізія та дивізія округу Дарем і Норт-Райдінг перейшли до складу IX корпусу з X корпусу. За день до них приєдналася дивізія округу Нортумберленд. 21 листопада 15-та (Шотландська) піхотна дивізія була включена до складу корпусу.
IX корпус лейтенант-генерала Джона Т. Крокера був розгорнутий для боротьби в Північній Африці під командуванням 1-ї британської армії лейтенант-генерала Кеннета А. Н. Андерсона. 24 березня 1943 року штаб IX корпусу на чолі з бригадним генералом Гордоном Х. А. Макмілланом приземлився на африканській землі, і був включений як резерв 18-ї групи армій. 12 березня 1943 року 6-та бронетанкова дивізія перейшла з V корпусу до IX корпусу. До складу об'єднання ввели також американську 34-ту піхотну дивізію та 128-му піхотну бригадну групу зі складу 46-ї піхотної дивізії, і згодом перейшов в атаку на Пінчон-Фондук на південному фланзі 1-ї армії.
Для останнього наступу в Північній Африці кілька ветеранських формувань 8-ї британської армії генерала сера Бернарда Монтгомері прибули для посилення IX корпусу, який мав відігравати провідну роль у майбутньому наступі на завершальній фазі Північно-Африканської кампанії. До складу об'єднання увійшли британська 7-ма бронетанкова, 4-та британська та 4-та Індійська піхотні дивізії, а також 201-ша гвардійська бригада. Остаточний штурм розпочався 5 травня, коли дві піхотні дивізії форсували проміжок Меджез-ель-Баб, через який пройшли дві танкові дивізії, щоб домогтися остаточної капітуляції сил Осі 13 травня 1943 року.
Після капітуляції майже 250 000 солдатів армій Осі в Північній Африці IX корпус був розформований. 7-му бронетанкову дивізію перевели до V корпусу 18 травня 1943 року, згодом решта дивізій та бригад була передана в інші корпуси. 31 травня 1943 року IX корпус був розформований.

## Командування
Перша світова війна
- лейтенант-генерал Фредерик Стопфорд (17 червня — 16 серпня 1915);
- майор-генерал Бовуар де Ліль (16-24 серпня 1914);
- лейтенант-генерал Джуліан Бінг (24 серпня 1915 — 8 лютого 1916);
- лейтенант-генерал Александер Гамільтон-Гордон (20 червня 1916 — 10 вересня 1918);
- лейтенант-генерал Волтер Брейтуейт (вересень 1918 — 1919);

Друга світова війна
- лейтенант-генерал Рідлі Пакенгем-Волш (7 червня — 17 листопада 1941);
- лейтенант-генерал Едвін Морріс (18 листопада 1941 — 31 січня 1942);
- лейтенант-генерал Френсіс Носворті (1 лютого — 11 вересня 1942);
- лейтенант-генерал Джон Крокер (12 вересня 1942 — 29 квітня 1943);
- лейтенант-генерал Браян Хоррокс (29 квітня — 3 червня 1943).